# 1989 RD1
1989 RD1 är en asteroid i huvudbältet som upptäcktes den 5 september 1989 av det nyzeeländska astronomparet Pamela M. Kilmartin och Alan C. Gilmore vid Mount John University Observatory.
Asteroiden har en diameter på ungefär 8 kilometer och den tillhör asteroidgruppen Eunomia.